# Kildinsamiska

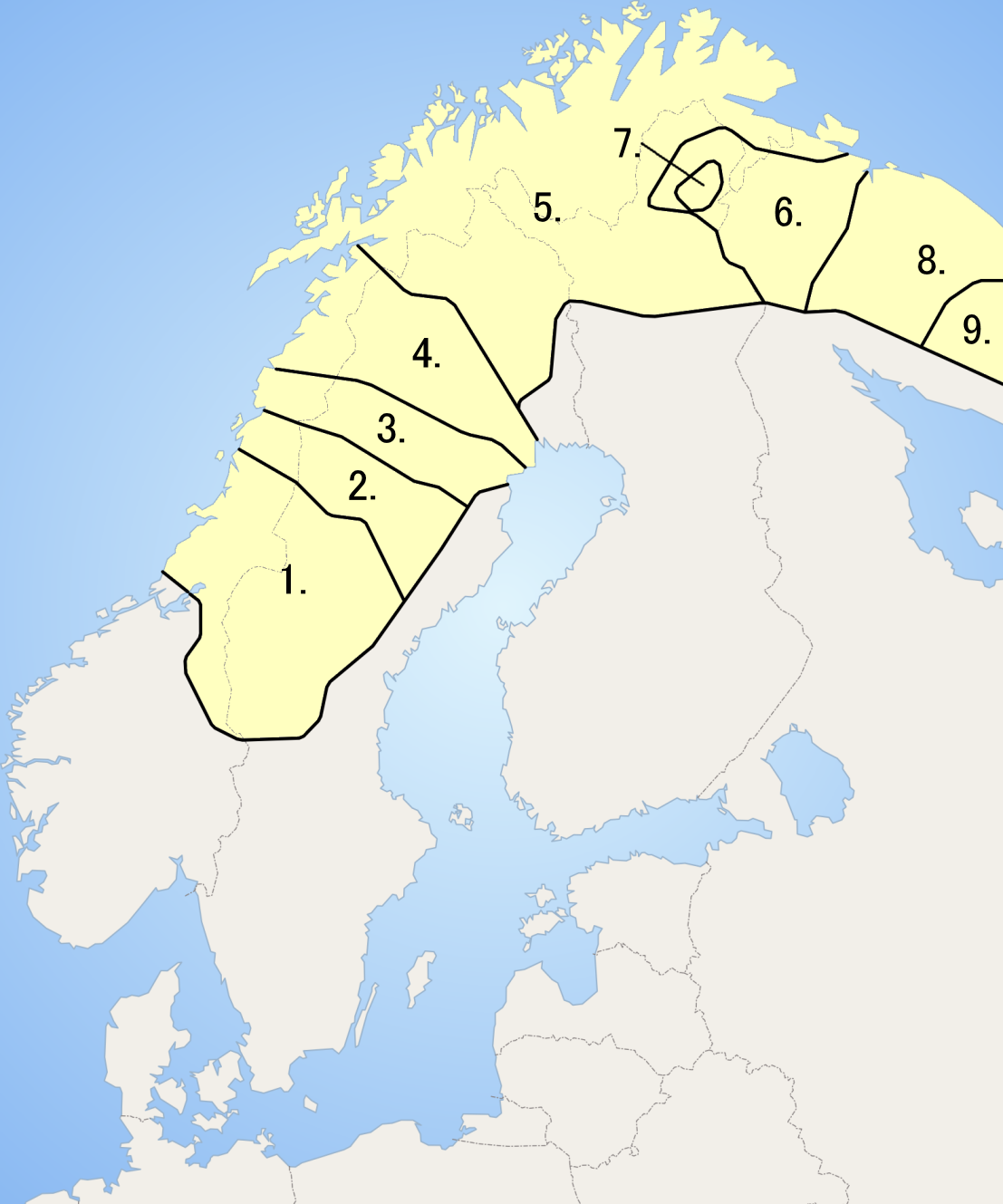
Karta över samiska språk, med kildinsamiskan markerad som nummer 8

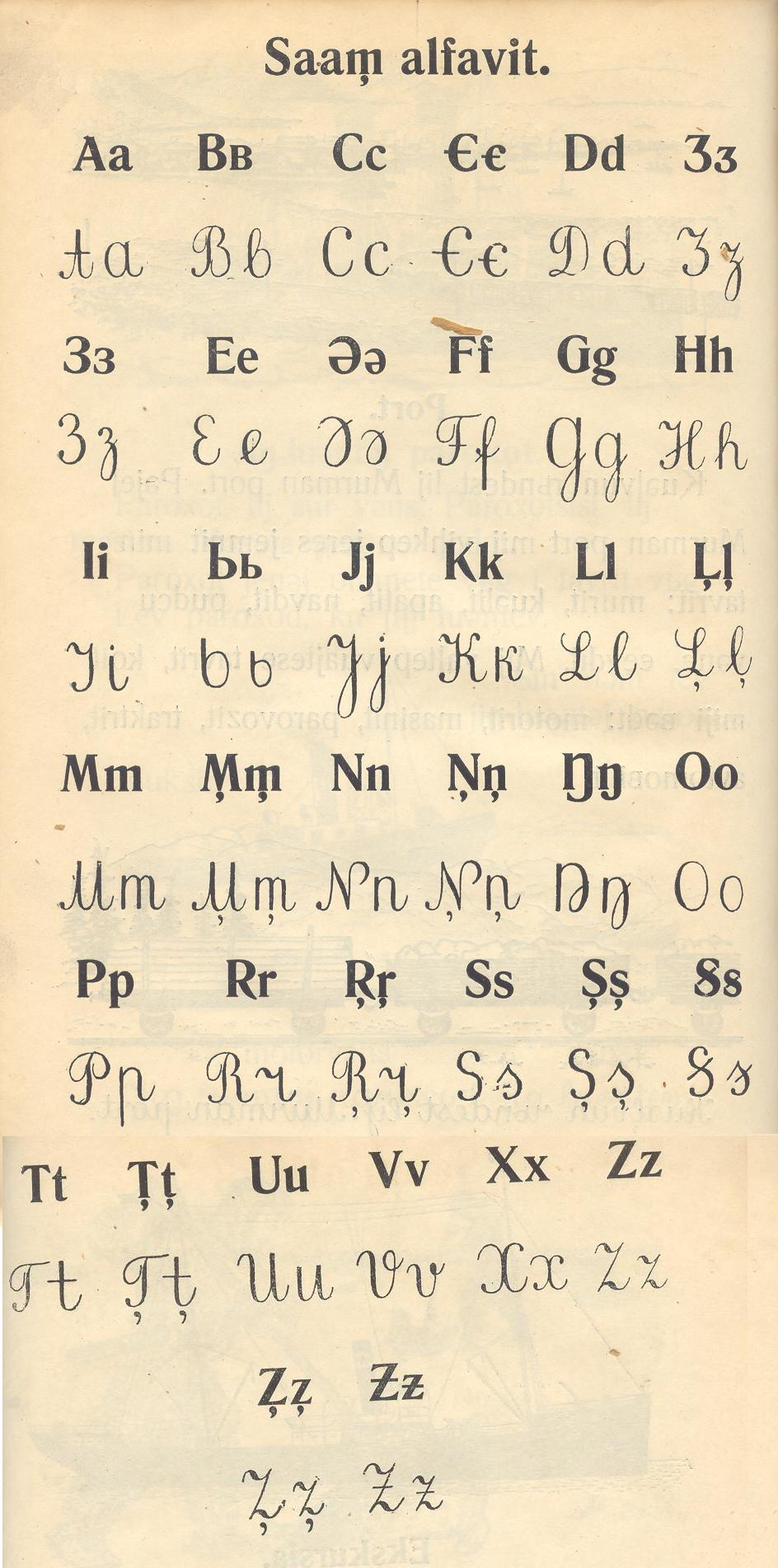
Det kildinsamiska alfabetet från 1930-talet.

Kildinsamiska (са̄мь кӣлл eller кӣллт са̄мь кӣлл) är ett uralskt språk från den samiska gruppen som talas i Ryssland. Den äldsta kända dokumentationen av samiska är en kildinsamisk ordlista från 1557, nertecknad av Stephen Borough och publicerad för första gången av Richard Hakluyt år 1589.

## Utbredning
Kildinsamiska språkkunskaper på olika nivåer har idag antagligen ungefär 700 personer. Bland dessa 700 personer finns minst 200 potentiella och cirka 100 aktiva språkutövare. De flesta av de kildinsamiska språkutövarna är samer som lever i Lovozero kommun på Kolahalvön i nordvästra Ryssland. Språket har fått sitt namn från ön Kildin nordöst om Murmansk. Kildinsamiskan är det största språket inom gruppen östsamiska språk, fortfarande används fyra kildinsamiska dialekter: Lujavv’r (lovozerodialekt), Kīllt (kildindialekt), Koarrdegk (voron’edialekt) och Ārsjogk (varzinadialekt). De språk som är närmast besläktade med kildinsamiskan är tersamiskan och akkalasamiskan, som ibland också uppfattas som en kildinsamisk dialekt. Det finns ryska och finska lånord i kildinsamiska.

## Ortografi
Den äldsta existerande samlingen av kildin- och tersamiska uttryck är en lista med 95 ord som engelsmannen Stephen Burrough sammanställde 1557. 
För mer än 400 år sedan lade munkarna Feodorit Kol’skij och Trifon Pečengskij grunden till det första östsamiska alfabetet. Feodorit Kol’skij översatte några ryskortodoxa böner till samiska och skapade därmed ett skriftspråk till dessa då muntliga samiska språken. År 1878 publicerades Matteusevangeliet som första bok på kolasamiska - på kildin- och på akkalasamiska. Översättningen gjorde den finske språkforskaren Arvid Genetz med hjälp av det kyrilliska alfabetet. 1884 gavs Matteusevangeliet ut i en översättning av den ryska prästen Konstantin Šekoldin. Han utarbetade även en abc-bok på notozerosamiska som publicerades 1895.
Efter 1917, i den sovjetiska tidsperioden, inleddes ett systematiskt och vetenskapligt arbete med det samiska skriftspråket. 1926–1930 började Институт народов Севера ’Institutet för de nordliga folken’ i Leningrad arbeta med att skapa och utveckla skriftspråk för de nordliga folken i Sovjetunionen. 1933 publicerades en samisk abc-bok på basis av det latinska alfabetet, sammanställd av en arbetsgrupp under ledning av Zacharij Efimovič Černjakov där även samiska studenter ingick. Abc-boken baserades huvudsakligen på det kildinsamiska språket men inkluderade även skolt- och tersamiska vilket visade sig vara problematiskt i undervisningssammanhang. Det nya skriftspråket verkade förvridet och onaturligt och accepterades inte av den samiska befolkningen och även många forskare var kritiska. Därför bestämdes det att kildinsamiskan som var det största och mest centrala av de kolasamiska språken, skulle stå som bas för ett gemensamt samiskt skriftspråk. Redan 1934 publicerades läromaterial och barnböcker på kildinsamiska.
1937 avskaffades det latinska samiska alfabetet och det samiska skriftspråket baserade numera på 33 tecken ur det ryska språkets kyrilliska alfabet.
Forskarna hade kommit fram till att det kyrilliska skriftspråket skulle underlätta för samerna, som aktivt läste ryska, att lära sig det nya samiska skriftspråket. I detta sammanhang utarbetade A. G. Ėndjukovskij en ny abc-bok och översatte några aritmetikböcker och läseböcker till samiska. Tillsammans med skriftspråket skapades även den samiska litteraturen och det började växa fram en utbildad samisk elit som utbildades vid Institutet för de nordliga folken i Leningrad. I samband med Stalins repressionspolitik lades dock arbetet med de samiska språken plötsligt ner totalt i slutet av 1937.
På 1970-talet inleddes ett förnyat arbete med ett kolasamiskt skriftspråk. Den samiska läraren Aleksandra Andreevna Antonova skrev 1982 en abc-bok på kildinsamiska Са̄мь букварь, där hon använde ryska alfabetets bokstäver. Vokallängd (till exempel ӯ för /u:/) och de tonlösa sonoranterna ӆ /l̥/, ӎ /m̥/, ӊ /n̥/ och ҏ /r̥/ (dock inte /j̊/) återges i skrift med hjälp av diakritiska tecken. Den så kallade halvpalataliseringen av /t/ och /n/ markeras med den kyrkslaviska bokstaven Ҍ ҍ (till exempel -тҍ) eller också med hjälp av diakritiska tecken (som till exempel -ӭ), beroende på den motsvarande konsonantens ställning i utljud eller före vokal.  Antonovas ortografi, som även användes av Georgij M. Kert för dennes kildinsamiska-ryska-kildinsamiska skolordbok, som skrev 1986, utvecklades av språkvetaren Rimma D. Kuruč. Kuruč arbetade tillsammans med samiska medarbetare i Murmansk på att utveckla det kolasamiska skriftspråket. Förutom läroböcker och didaktiskt material för lärarutbildningen uppstod i Kuručs arbetsgrupp också en stor kildinsamisk-rysk ordbok. Ordboken publicerades 1985 och innehöll också en kort normerande översiktsgrammatik över kildinsamiskan. Antonovas ortografi utökades då med bokstäverna Һ һ som tecken för preaspiration samt Ј ј för den tonlösa palatala approximanten /j̊/. Dessa båda bokstäver byttes dock senare ut mot ' (apostrof) och Ҋ ҋ. Denna senaste version av ortografin är också fixerad i den bok om grunderna och reglerna för ortografin som gavs ut 1995 av Kuručs arbetsgrupp. Dessa regler och de tillagda bokstäverna har dock inte accepterats av alla samer i Ryssland och i praktiken existerar nu både Antonovas rättstavning och de båda versionerna av Kuručs rättstavning sida vid sida.
Det kyrilliska samiska alfabetet innehåller följande bokstäver:
| А а | Ӓ ӓ*      | Б б  | В в | Г г  | Д д  | Е е* | Ё ё* | Ж ж  | З з | Һ һ   | И и* |
| --- | --------- | ---- | --- | ---- | ---- | ---- | ---- | ---- | --- | ----- | ---- |
| /a/ | /æ/       | /b/  | /v/ | /g/  | /d/  | /jɛ/ | /jɔ/ | /ʒ/  | /z/ | /ʰ/   | /i/  |
| Й й | Ҋ ҋ / Ј ј | К к  | Л л | Ӆ ӆ  | М м  | Ӎ ӎ  | Н н  | Ӊ ӊ  | Ӈ ӈ | О о   | П п  |
| /j/ | /j̥/       | /k/  | /l/ | /l̥/  | /m/  | /m̥/  | /n/  | /n̥/  | /ŋ/ | /ɔ/   | /p/  |
| Р р | Ҏ ҏ       | С с  | Т т | У у  | Ф ф  | Х х  | Ц ц  | Ч ч  | Ш ш | (Щ щ) | Ъ ъ* |
| /r/ | /r̥/       | /s/  | /t/ | /u/  | /f/  | /x/  | /ts/ | /tʃ/ | /ʃ/ | /ʃtʃ/ |      |
| Ы ы | Ь ь†      | Ҍ ҍ‡ | Э э | Ӭ ӭ‡ | Ю ю  | Я я  |      |      |     |       |      |
| /ɨ/ |           |      | /ɛ/ | /ɛ/  | /ju/ | /ja/ |      |      |     |       |      |

* Dessa bokstäver markerar (enbart eller vid sidan av sitt vokaliska värde) egenskaper hos den föregående konsonanten: е, ё, и, ю, я står för vokalerna /e/, /o/, /i/, /u/, /a/ när de följer en palataliserad konsonant
† Ь markerar palatalisering av konsonanten i utljud.
‡ Ӭ och ҍ markerar palataliserade д, т och н före vokalerna /a/ och /e/.
Långa vokaler kännetecknas med en makron (¯) över vokaltecknet. Bokstaven щ förekommer i ryska lånord.